# Mount Rendu
Mount Rendu är ett berg i Antarktis. Det ligger i Västantarktis. Argentina, Chile och Storbritannien gör anspråk på området. Toppen på Mount Rendu är 2 220 meter över havet.
Terrängen runt Mount Rendu är kuperad söderut, men norrut är den bergig. Mount Rendu är den högsta punkten i trakten. Trakten är obefolkad. Det finns inga samhällen i närheten. 